# دوگا لوکا (صربستان)
دوگا لوکا (به صربی: Duga Luka) یک منطقهٔ مسکونی در صربستان است که در ناحیه پچینیا واقع شده‌است. دوگا لوکا ۱۵۴ نفر جمعیت دارد.